# Ковтуни (Золотоніський район)
Ковтуни́ — село в Україні, у Золотоніському районі Черкаської області. Входить до складу Новодмитрівської сільської громади. Населення — 501 чоловік (на 2001 рік).
Село розташоване на річці Золотоношці за 11 км від районного центру — міста Золотоноша та за 14 км від залізничної станції Золотоноша.

## Історія
Село виникло на межі XVI—XVII століть. У 1650 році вже позначено на карті, яку склав французький інженер і картограф Гійом Левасер де Боплан. Ковтуни виникли як військове козацьке поселення. Назва походить від прізвища перших поселенців. Про перші роки існування села майже нічого не збереглося в архівах. Можливо, тому, що тут жили козаки, які не підлягали оподаткуванню, а значить, і обліку під час описів. Можлива й інша причина.
Козаки Ковтунів несли військову в складі Золотоніської сотні спочатку Черкаського (до 1667 року), а потім Переяславського (з 1667 року до 1781 рік) полків; брали активну участь у національно-визвольній війні 1648—1657 років, зокрема в битвах під Жовтими Водами, Корсунем, Пилявцями, Зборовим, Берестечком.
З 1676 року село стало власністю старшини. Згідно з Генеральним описом 1767 року, у Ковтунах було 44 двори, у яких проживало 69 сімей. У їх користуванні знаходилось 1237 десятин землі. Усього на той час було 475 жителів, більшість із них місцевого походження, але були і «зайшлі» козаки. Майже в кожній хаті був «виборний козак» або «підпомічник».
Орної землі в Ковтунах було значно більше, ніж сінокосів. Козаки займалися хліборобством (борошно мололи на водяному млині) і скотарством. У селі були також шинкар, кушнір, три шевці.
Згідно з переписом 1781 року в Ковтунах проживало 399 осіб. Як і в більшості сіл, адміністративна влада належала «сільському уряду», на чолі якого знаходився отаман.
До кінця XVIII століття село жило за військовими звичаями: козаки та підпомічники складали курінь, очолюваний отаманом. У різні часи отаманами були обрані Максим Легкоступ, Наум Клюєнко, Василь Галат.
В офіційних документах земля села Ковтуни звалась «полем Ковтунівського куреня».
Не пізніше 1735 року в селі споруджено дерев'яну Покровську церкву. Місцевий священик був єдиною письменною людиною в селі.
Після скасування у 1861 році кріпосного права майже вся земля зосереджувалась у руках заможних селян. У цей час рівень життя дещо зріс, зріс добробут селян.
У 1929 році, під час примусової колективізації, у Ковтунах створено товариство спільного обробітку землі (ТСОЗ), яке дещо пізніше реорганізовується в сільськогосподарську артіль, тобто колгосп, «Змагання». Першим керівником господарства призначили І. М. Свояка. З 1939 року колгосп називався імені Ілліча. З цього часу рівень життя почав різко падати.
У роки Голодомору померли 98 мешканців села.
В період радянсько-німецької війни загинули 158 односельців. Усього в бойових діях брали участь 283 жителі села Ковтуни, із них 89 нагороджено бойовими орденами та медалями. Із 125 воїнів, що повернулись із фронту, 28 були інвалідами війни. Німецькими окупантами вивезено до Німеччини на різні роботи 56 ковтунян, що врятувало їх від примусової мобілізації 1943 р. На вшанування загиблих в селі встановлено обеліск Слави.
У 1950 році приймається рішення про укрупнення колгоспів, перестала існувати Ковтунівська сільська рада, а колгосп імені Ілліча об'єднався із колгоспами «Промінь» і «Вільне Життя» села Скориківки, який у 1954 році відновлюється. Колгосп мав в користуванні 2,8 тисяч га сільськогосподарських угідь, у тому числі 2,5 тисяч га орної. Господарство вирощувало зернові культури, було розвинуте тваринництво.
В 1972 році в селі мешкало 764 чоловіка, працювали середня школа, будинок культури на 400 місць, бібліотека з фондом 6,8 тисяч книг, фельдшерсько-акушерський пункт, пологовий будинок, дитячі ясла, відділення зв'язку, 2 крамниці, комбінат побутового обслуговування.
На території села виявлено скарб — 104 римські монети II—ІІІ століть.

## Населення

### Мова
Розподіл населення за рідною мовою за даними перепису 2001 року:
| Мова            | Кількість | Відсоток |
| --------------- | --------- | -------- |
| українська      | 490       | 97.8%    |
| російська       | 7         | 1.4%     |
| білоруська      | 1         | 0.2%     |
| інші/не вказали | 3         | 0.6%     |
| Усього          | 501       | 100%     |

## Люди
В селі народилися:
- Пипка Володимир Володимирович (* 1980) — полковник ЗСУ, командир 22-ї окремої механізованої бригади.
- Полухін Лука Андріянович — льотчик-випробувач радянських реактивних літаків.

В селі працювали:
- Клименко Володимир Федорович (1926—1997) — український педагог, Заслужений учитель України, кавалер орденів і медалей. В 1952—1959 — директор Ковтунівської неповної середньої школи, яка 1952 року була реорганізована у середню школу. Організовував і брав участь у художній самодіяльності. Школа була успішно представлена на першому та другому фестивалях молоді Черкащини, а у 1956 році прийшов успіх на сільськогосподарській виставці у Києві.

### Ресурси інтернету
- Інформація про село на who-is-who.com.ua[недоступне посилання з червня 2019]
- Історія села [Архівовано 27 Лютого 2020 у Wayback Machine.]